# NGC 7017
NGC 7017 é uma galáxia lenticular (S0) localizada na direcção da constelação de Capricornus. Possui uma declinação de -25° 29' 15" e uma ascensão recta de 21 horas, 07 minutos e 20,5 segundos.
A galáxia NGC 7017 foi descoberta em 1886 por Frank Leavenworth.